# Faustulidae
Faustulidae é uma família de tremátodos pertencente à ordem Plagiorchiida.

## Géneros
Géneros:
- Allofellodistomum Yamaguti, 1971
- Antorchis Linton, 1911
- Bacciger Nicoll, 1914